# Devin Williams
Devin Williams (Cincinnati, Ohio, 31 de mayo de 1994) es un jugador de baloncesto estadounidense. Con 2,06 metros de estatura, juega en la posición de ala-pívot.

## Trayectoria deportiva

### Universidad
Jugó durante tres temporadas con los Mountaineers de la Universidad de Virginia Occidental, en las que promedió 11,1 puntos, 8,3 rebotes y 1,2 asistencias por partido. En su última temporada fue incluido en el segundo mejor quinteto de la Big 12 Conference y también en el mejor del torneo de la conferencia.
El 29 de marzo de 2016 se declaró elegible para el Draft de la NBA, renunciando a su última temporada en la universidad. Posteriormente firmó con un agente, pero no fue invitado al NBA Draft Combine, un evento en el cual los universitarios con opciones de entrar en el draft reciben charlas, se someten a exámenes médicos y muestran sus aptitudes frente a ojeadores, entrenadores y directores generales de los equipos profesionales. Más tarde reconocería que estuvo mal aconsejado.

### Profesional
Tras no ser elegido en el Draft de la NBA de 2016, fue invitado por los Milwaukee Bucks para disputar las Ligas de Verano de la NBA. Disputó cinco partidos, en los que promedió 2,0 puntos y 2,4 rebotes.
El 9 de agosto de 2016 fichó por el Melbourne United de la liga australiana. Disputó 16 partidos saliendo desde el banquillo, en los que promedió 3,2 puntos y 4,0 rebotes. El 17 de diciembre sufrió una lesión en la rodilla izquierda, diagnosticada como un esguince de ligamentos de grado 2 que le alejaría seis semanas de las canchas de juego. Tras recuperarse, decidió rescindir su contrato para regresar a su país y encontrar oportunidades de seguir jugando allí.
El 14 de febrero de 2017 fichó por los Greensboro Swarm de la NBA Development League.
En la temporada 2018-19 da el salto a Europa, firmando por el Tüyap Büyükçekmece B.K. de la BSL turca, donde gracias a un promedio de 17.7 puntos por encuentro, le llevaron esa misma temporada a firmar por el KK Budućnost con el que disputó la Euroliga.
En la temporada 2019-20, firmó por el Tofaş Spor Kulübü de la BSL turca, donde se convirtió en MVP del Top 16 de la Eurocup con unas medias de 15.3 puntos, 7.8 rebotes y 20.8 de valoración.
La temporada 2020-21, emprendió la aventura asiática, jugando la primera parte de la temporada en China en las filas del Jiangsu Dragons y terminó la temporada en el Goyang Orion Orions de Corea del Sur. 
El 7 de julio de 2021, firma por el Bahçeşehir Koleji S.K. de la BSL turca, con el que inició la temporada 2021-22, pero problemas físicos le impidieron tener continuidad y el 31 de diciembre de 2021, se convirtió en agente libre.
El 22 de enero de 2022 acuerda su incorporación al el Unicaja de Málaga de la Liga Endesa, pero Williams no superó el reconocimiento médico y finalmente no fue fichado por el conjunto malagueño.

## Internacional
Devin Williams es internacional con Estados Unidos, disputando con su selección las ventanas FIBA del año 2019. 